# Dutch Lady Milk Industries
Dutch Lady Milk Industries Berhad — изготовитель молочных продуктов в Малайзии (Dutch Lady Malaysia), Сингапуре (Dutch Lady Singapore), Гонконге (Dutch Lady Hong Kong), Брунее (Dutch Lady Brunei), Филиппинах (Dutch Lady Philippines), Японии (Dutch Lady Japan) и Вьетнаме (Dutch Lady Vietnam; вьетнам. Cô Gái Hà Lan), основанный в 1960-х годах. Ранее входил в состав многонационального кооператива Royal FrieslandFoods со штаб-квартирой в Нидерландах. 
В настоящее время компания Dutch Lady Malaysia является дочерней компанией FrieslandCampina, основанной в декабре 2008 года в результате слияния компаний FrieslandFoods и Campina. В настоящее время компания выпускает ультрапастеризованное молоко, стерилизованное молоко, сухое молоко, питьевой йогурт с низким содержанием жира и 0% жирности, а также йогурт с низким содержанием жира. 

## История
Компания Dutch Lady Milk Industries начала свою деятельность 28 мая 1963 года под названием Pacific Milk Industries (Malaya) Sdn Bhd. Сотрудникам компании было поручено производить сгущённое молоко с сахаром на заводе в Петалинг-Джая. Таким образом, Dutch Lady Milk Industries — первое производственное предприятие за пределами Нидерландов. Компания была зарегистрирована как частное акционерное общество с ограниченной ответственностью.
Изначально компания Dutch Lady Milk Industries выпускала только сгущённое молоко, а затем в ассортимент бренда вошли и другие молочные продукты. До расширения компании многие продукты начали распространяться в соседних странах Азии и Океании.
24 сентября 1968 года компания Pacific Milk Industries (Malaya) Sdn Bhd стала первой молочной компанией, зарегистрированной на фондовых биржах Куала-Лумпура и Сингапура, а к 1975 году компания сменила своё название на Dutch Baby Milk Industries (Malaya) Berhad. В 2000 году, после модернизации, компания сменила своё название на Lady Milk Industries Berhad. С 1970-х годов на заводе компании Dutch Lady Milk используется технология сверхвысокотемпературной обработки (UHT) и упаковки для производства молока в Малайзии.
Компания Dutch Lady Milk продолжала постепенно производить и выводить на рынок Малайзии новые продукты — в 1983 году начались продажи стерилизованного молока в пластиковых бутылках, в 1986 году начались продажи охлаждённых молочных продуктов, а в 1988 году начались продажи фруктовых йогуртов. В 2011 году компания Lady Malaysia была признана лидером по доле рынка в сегменте растущего молока, при этом бренд Dutch Lady занимал 40% национального рынка.
За первый квартал 2012 года финансовые показатели компании Dutch Lady Milk показали рост выручки на 9% по сравнению с аналогичным периодом 2011 года, а чистая прибыль составила 27,5 млн ринггитов. В 2013 году, несмотря на замедление темпов роста в молочной промышленности Малайзии, голландская компания Lady Malaysia находилась на пути к достижению своего целевого показателя продаж в 1 миллиард ринггитов.